# NGC 5853
NGC 5853 is een balkspiraalstelsel in het sterrenbeeld Ossenhoeder. Het hemelobject werd op 19 mei 1881 ontdekt door de Franse astronoom Édouard Jean-Marie Stephan.

## Synoniemen
- UGC 9707
- MCG 7-31-30
- ZWG 221.27
- IRAS 15039+3942
- PGC 53894